# Саалабиты
Саалаби́ты (араб. ثعالبة‎, са’а́либа) — одно из хариджитских течений, последователи Салабы ибн Амира (ибн Машкана). Не следует путать с племенем саалабитов.
Салаба ибн Амир (араб. ثعلبة بن عامر‎) сначала примыкал к Абд аль-Кариму ибн Аджраду и аджрадитам, но затем разошёлся с ним во взглядах в вопросе о детях. Он считал, что детей не следует считать неверующими, пока они не станут отрицать истину и довольствоваться несправедливостью. Он говорил: «Нельзя выносить решение о покровительстве и враждебности [к детям] в состоянии [их] младенчества, пока они не достигнут зрелости и им не предложат принять ислам. И если они примут [ислам], то хорошо, а если отвергнут, то станут неверующими».
По версии аль-Ашари и Ибн Тахира аль-Багдади, причиной отделения Салаба ибн Амира и саалабитов от аджрадитов стало разногласие в вопросе определения махра (свадебный подарок).

## Секты саалабитов
- Ахнаситы — последователи (аль-)Ахнаса ибн Кайса. Он говорил: «Я сомневаюсь во всех мусульманах (ахль аль-кибла), которые находятся в стране благоразумного скрывания своей веры, кроме тех, кто известен верой, и того я приемлю за неё, или неверием, но от того я отрекаюсь». Ахнас ибн Кайс считал, что мусульманин не должен бороться, пока не призовёт к истине. Ахнаситы считали запретным внезапные нападения и убийства, тайные кражи. Говорили, что они разрешают выдавать мусульманок за многобожников из своего народа.
- Мабадиты — последователи Мабада ибн Абд ар-Рахмана. Он разошёлся с саалабитами из-за того, что он разрешил собирать закят с рабов и с ахнаситами, из-за того, что они разрешали выдавать мусульманок замуж за многобожников.
- Рушайдиты, ушриты (десятинники) — последователи Рушайда ат-Туси. После того как Зияд ибн Абд ар-Рахман (духовный лидер саалабитов, разошедшихся с шайбанитами) сказал, что с земель орошаемых искусственным образом надо платить закят в размере целой десятины, а не половину десятины, как утверждали до этого некоторые, но не следует отрекаться от тех, кто говорит иное, Рушайд ат-Туси сказал: «Если не следует отрекаться от них, то мы будем поступать так, как поступали они». За этим последовал раскол между саалабитами и рушайдитами-ушритами.
- Шайбаниты — последователи Шайбана ибн Саламы, который вместе с Абу Муслимом и Али ибн аль-Кирмани выступил против Насра ибн Саййара. Он был саалабитом, но после того, как он поддержал упомянутых бунтовщиков, они отреклись от него. Некоторые утверждали, что он раскаялся перед своей смертью, но саалабиты на это ответили: «Его покаяние недействительно, потому что он убивал согласных с нами в учении и захватывал их имущество. Покаяние же того, кто убил мусульманина и захватил его имущество принимается только при условии, что он расплатится собой, вернет имущество, либо это будет даровано ему». Саалабиты и сунниты обвиняли Шайбана в антропоморфизме. Шайбан ибн Салама сошёлся с Джахмом ибн Сафваном в вопросе абсолютного предопределения (то есть был ещё и джабритом). Большинство шайбанитов проживали в Джурджане, Насе и Арминии.
- Мукрамиты — последователи Мукрама ибн Абдуллаха аль-Иджли (согласно аль-Ашари и аль-Багдади: приверженцы Абу Мукрама), который обособился от саалабитов тем, что говорил: «Пренебрегающий молитвой есть неверующий, не из-за пренебрежения молитвой, но из-за своего неведения об Аллахе всевышнем». Так же он говорил о любом другом грехе, совершаемом мусульманином.
- Малумиты или маджхулиты сперва были хазимитами, но затем те отреклись от них. Малумиты утверждали, что тот, кто не познал Аллаха со всеми его именами и атрибутами, не знает его, а следовательно является неверующим. Маджхулиты же говорили, что достаточно узнать лишь часть имён и атрибутов Аллаха.
- Бидиты (от слова бида — ересь) — последователи Яхъи ибн Асдама. Первыми стали говорить: «Мы категорически утверждаем, что, кто исповедует нашу веру, тот попадет в рай. Мы не говорим: „Если пожелает Аллах“, ибо это — сомнение в вере. А кто говорит: „Я — верующий, если пожелает Аллах“, тот сомневающийся. Мы попадем в рай безусловно, без всякого сомнения». По ан-Наши аль-Акбару: бидиты являются одной из трёх азракитских сект, которая отделилась от хазимитов[1].